# Les Maîtres de l'affiche

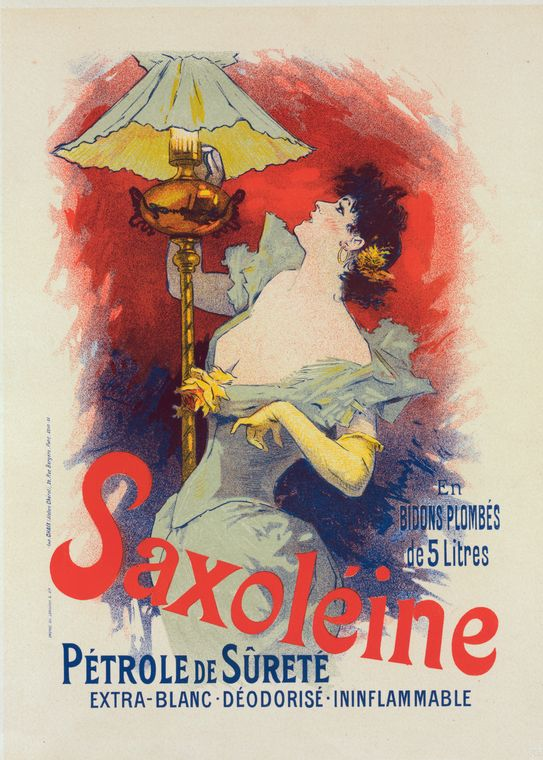
Jules Chéret-Saxoléine (Petrolio)

Les Maîtres de l'affiche è una pubblicazione mensile francese stampata in Francia tra dicembre 1895 e novembre 1900.
L'idea di realizzare la rivista è di Jules Chéret, all'epoca direttore artistico di Chaix, una stamperia situata a Parigi al nº 20 di rue Bergère.

## Storia
Ogni numero comprende quattro affiches riprodotte in formato cloche usando la tecnica di cromolitografia. Ogni copia aveva apposto un timbro a secco di autentificazione. Il prezzo di vendita è di 2,50 franchi a numero mentre l'abbonamento costa 27 franchi; esiste anche un'edizione di lusso sul Giappone stampata in 100 esemplari venduta a 80 franchi per 12 numeri.
Nel gennaio 1897 viene messo in vendita un primo volume che riprende tutte le affiches pubblicate l'anno precedente;  la pubblicazione ha una prefazione firmata da Roger Marx e ha un formato realizzato da Jean Engel su progetto di Paul Berthon
Fino a gennaio 1901, data di chiusura della rivista, sono stati realizzati un totale di cinque volumi, per un totale di 256 manifesti includenti 97 artisti.

## Artisti pubblicati
- Hugo d'Alesi
- Louis Anquetin
- Bac
- Emmanuel Barcet
- Árpád Basch
- Émile Berchmans
- Paul Berthon
- Giuseppe Boano
- Pierre Bonnard
- Firmin Bouisset
- Louis-Maurice Boutet de Monvel
- William Bradley
- Caran d'Ache
- William Carqueville
- Henri Cassiers
- Frédéric-Auguste Cazals
- E. Charle Lucas
- Alexandre Charpentier
- Jules Chéret
- Crafty
- Adolphe Crespin
- Maurice Denis
- Auguste Donnay
- Arthur Wesley Dow
- Édouard Duyck
- Henri Evenepoel
- Georges Fay
- Fernel
- Georges de Feure
- Otto Fischer
- Paul Gustav Fischer

- Jean-Louis Forain
- Gustave Fraipont
- Léo Gausson
- Henry Gerbault
- Alice Russell Glenny
- Auguste Gorguet
- Fernand Gottlob
- Eugène Grasset
- Maurice Greiffenhagen
- Jules-Alexandre Grün
- Albert Guillaume
- Dudley Hardy
- Frank Hazenplug
- Adolfo Hohenstein
- Vojtěch Hynais
- Henri-Gabriel Ibels
- Charles Léandre
- Lucien Lefèvre
- Lorant-Heilbronn
- Maximilien Luce
- Giovanni Mataloni
- Lucien Métivet
- Georges Meunier
- Henri Meunier
- Ferdinand Mifliez Misti
- Étienne Moreau-Nélaton
- Albert Morrow
- Alfons Mucha
- William Nicholson
- Gaston Noury
- Viktor Oliva

- Manuel Orazi
- Pal
- Maxfield Parrish
- René Péan
- Edward Penfield
- Julius Mendes Price
- Privat-Livemont
- James Pryde
- Puvis de Chavannes
- Armand Rassenfosse
- Maurice Réalier-Dumas
- Ethel Reed
- Fritz Rehm
- Karel Reisner
- Louis Rhead
- Alexandre de Riquer
- Manuel Robbe
- Georges-Antoine Rochegrosse
- Auguste Roedel
- Joseph Sattler
- Carlos Schwabe
- Théophile-Alexandre Steinlen
- Léopold Stevens
- M. Louise Stowell
- Henry Atwell Thomas
- Henri de Toulouse-Lautrec
- Fernand Toussaint
- Félix Vallotton
- Johann Georg van Caspel
- Adolphe Willette
- Josef Rudolf Witzel

## Galleria d'immagini

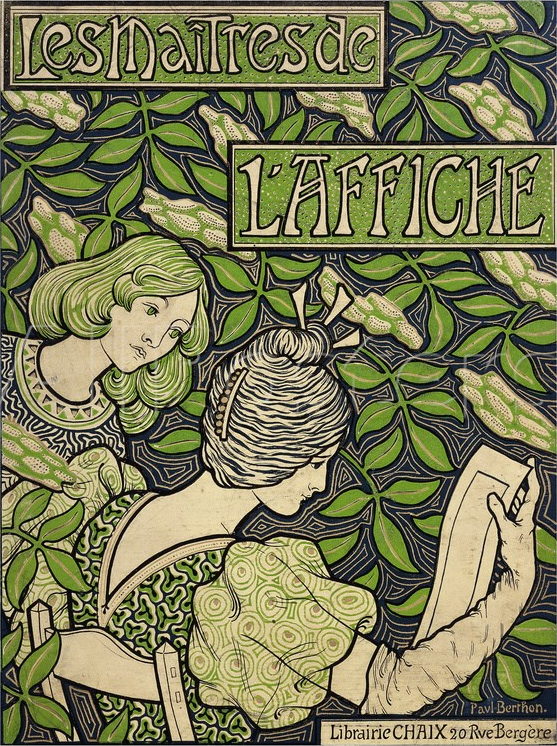
Les maîtres de l'affiche - 1909
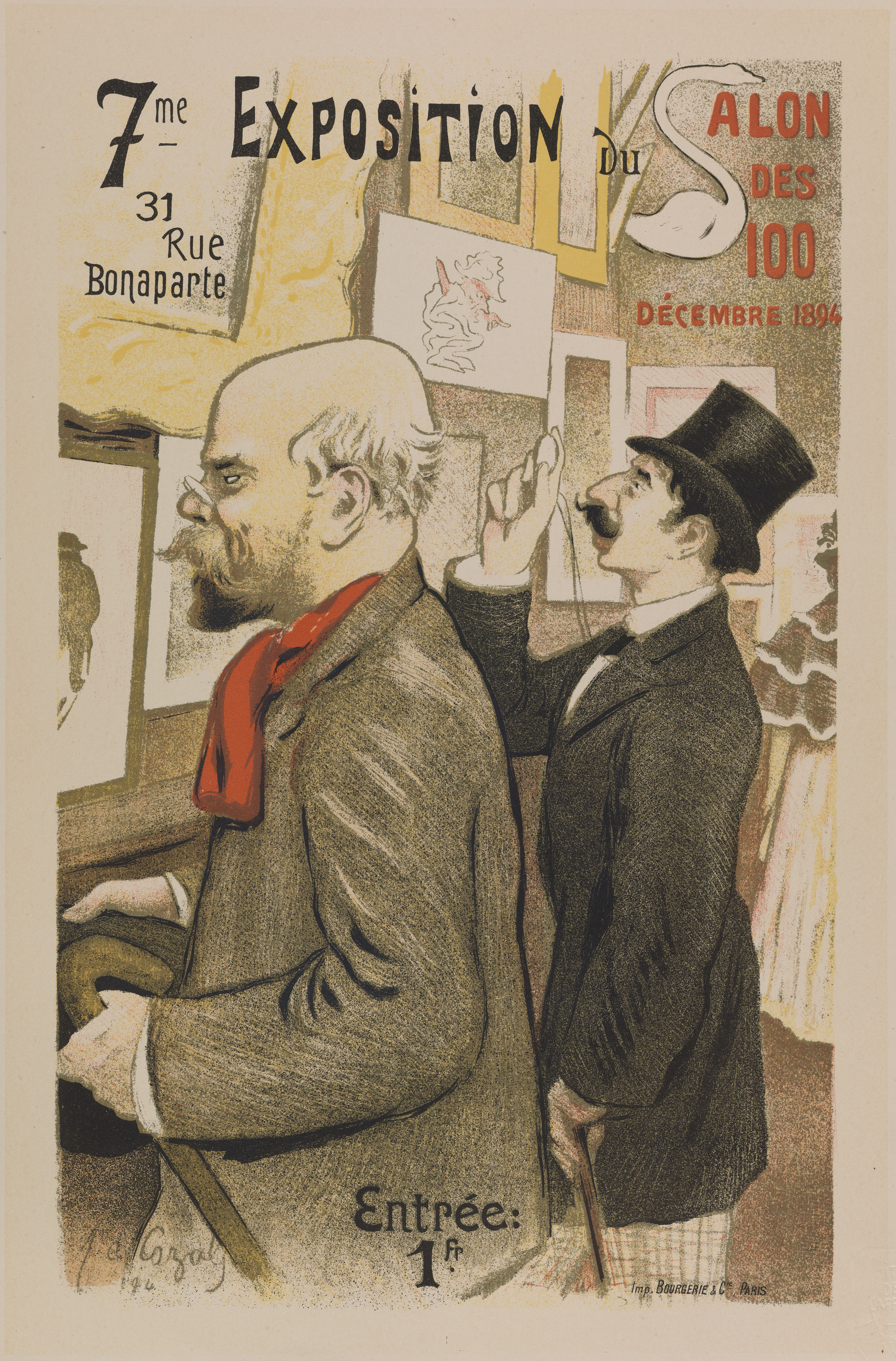
Frédéric-Auguste Cazals - Verlaine et Moréas au Salon des Cent de 1894
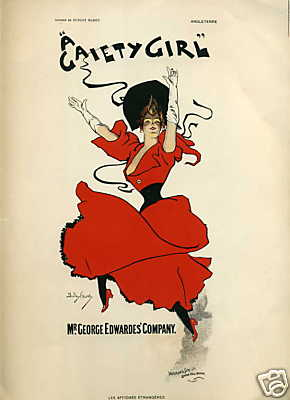
Dudley Hardy - Manifesto per A Gaiety Girl, 1893
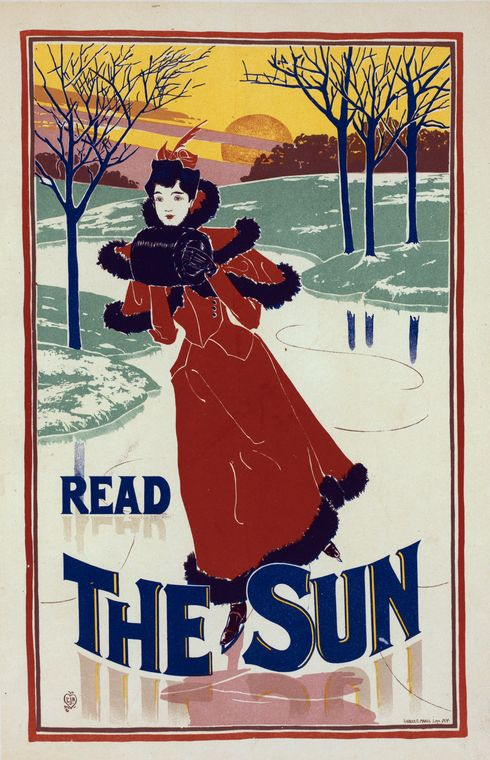
Louis Rhead: Manifesto per il giornale "The Sun" (New York City) - 1900
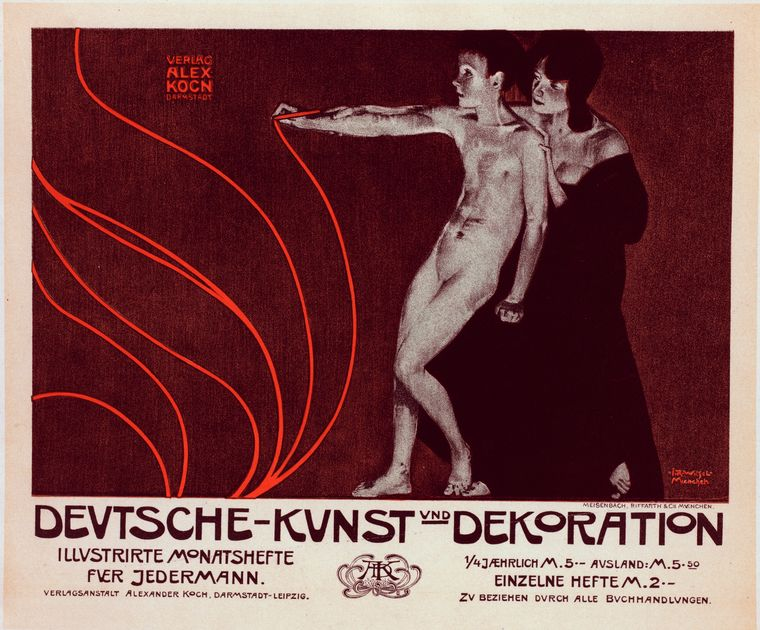
Rudolf Witzel - Manifesto per il mensile tedesco "Deutsche-Kunst und Dekoration", 1898
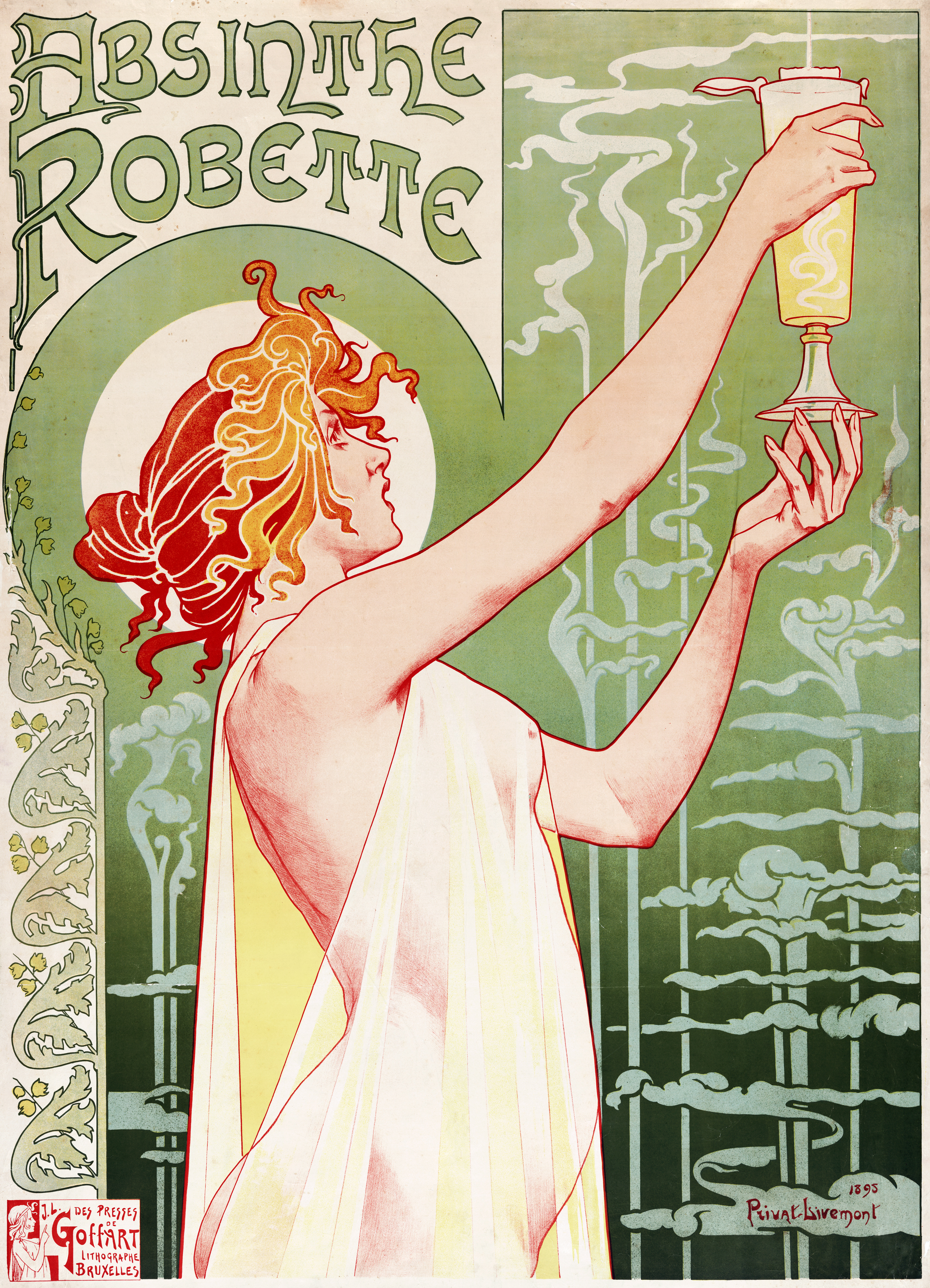
Privat-Livemont - Absinthe Robette - 1896